# قاسم‌آباد (کوهرنگ)
قاسم‌آباد (کوهرنگ)، روستایی از توابع بخش مرکزی شهرستان کوهرنگ در استان چهارمحال و بختیاری ایران است.

## جمعیت
این روستا در دهستان شوراب تنگزی و در مجاورت تونل دوم کوهرنگ و همچنین نیروگاه برق کوهرنگ قرار دارد و براساس سرشماری مرکز آمار ایران سرشماری عمومی نفوس و مسکن1399، جمعیت آن 278نفر (38خانوار) بوده‌است،که ازطایفه بابادی تیره میرقائد (تَش رکان ) هستند.نزدیکترین روستا به قاسم آباد از سمت شمال روستای مَلک آباد و از سمت جنوب روستای احمدآباد است.
لازم به ذکر است در چندین سال متمادی که بارش برف زمستانی در کوهرنگ به اندازه کافی بود در قسمت غربی این روستا، جشنواره ساخت مجسمه های برفی برگزار میشد که این روستا را به پایتخت برفی ایران شهرت داده است.